# Roman Romanovič Kačanov
Roman Romanovič Kačanov (in russo Рома́н Рома́нович Кача́нов?; Mosca, 17 gennaio 1967) è un regista russo, fino al 1991 sovietico, figlio del regista Roman Kačanov.
Regista e sceneggiatore dei film "DMB", "Daun Chaus", "Tumbler", "Arye", "Gena Concrete” e altri. Secondo i sondaggi della rivista Afisha e della piattaforma blog LiveJournal.com, i film sono inclusi nei 100 migliori film della Federazione Russa e nei 100 migliori film di tutti i tempi in russo.

## Filmografia parziale

### Regista
- DMB (2000)
- Daun Chaus (2001)